# Spiraea
Spiraea L., 1753 è un genere di piante della famiglia delle Rosaceae, ampiamente diffuso nelle zone temperate dell'emisfero settentrionale. 
Vengono coltivati a scopo ornamentale diversi ibridi derivanti dalle specie originarie.

## Descrizione
Le spiree sono arbusti dai fusti sottili, poco ramificati. L'altezza varia dai 50 cm ai 200 cm.
Le foglie sono decidue, dentate o lobate, spesso picciolate. I fiori sono bianchi o rosati, piccoli e raccolti in vistose infiorescenze, i frutti sono piccole capsule. Fioriscono dall'inizio a metà primavera, a seconda delle specie.

## Distribuzione e habitat
Il genere è presente in Nord America, Europa e Asia.

## Tassonomia

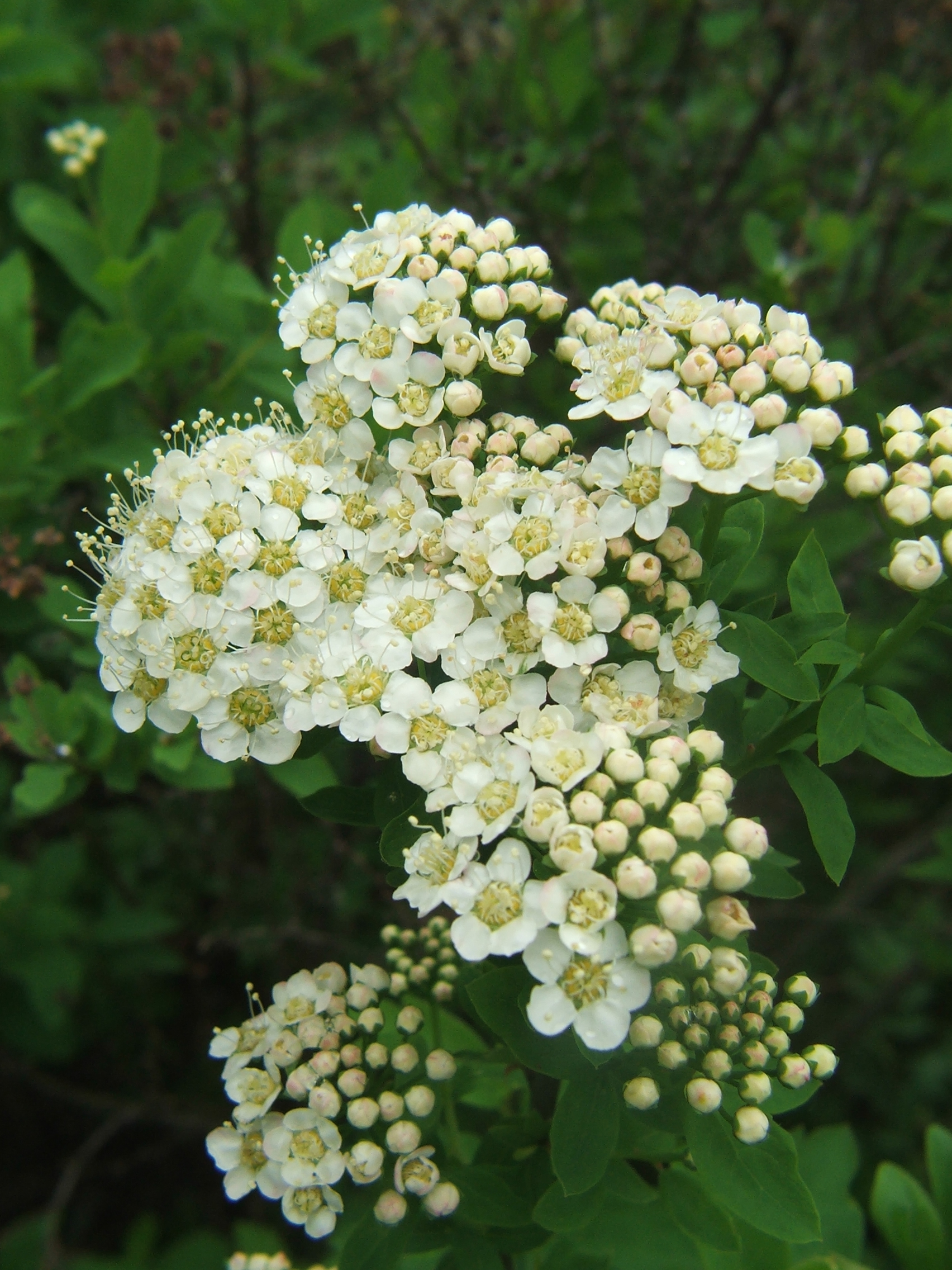
Spiraea media

Il genere comprende le seguenti specie:
- Spiraea adiantoides Businský
- Spiraea affinis R.Parker
- Spiraea alba Du Roi
- Spiraea alpina Pall.
- Spiraea anomala Batalin
- Spiraea arcuata Hook.f.
- Spiraea baldshuanica B.Fedtsch.
- Spiraea bella Sims
- Spiraea betulifolia Pall.
- Spiraea blumei G.Don
- Spiraea brahuica Boiss.
- Spiraea calcicola W.W.Sm.
- Spiraea cana Waldst. & Kit.
- Spiraea canescens D.Don
- Spiraea cantoniensis Lour.
- Spiraea cardotiana Businský
- Spiraea celtifolia Businský
- Spiraea chamaedryfolia L.
- Spiraea chinensis Maxim.
- Spiraea compsophylla Hand.-Mazz.
- Spiraea corymbosa Raf.
- Spiraea crenata L.
- Spiraea cudidaghensis Fırat & N.Aksoy
- Spiraea dahurica (Rupr.) Maxim.
- Spiraea daochengensis L.T.Lu
- Spiraea dasyantha Bunge
- Spiraea decumbens W.D.J.Koch
- Spiraea douglasii Hook.
- Spiraea elegans Pojark.
- Spiraea expansa Wall. ex K.Koch
- Spiraea faurieana C.K.Schneid.
- Spiraea fritschiana C.K.Schneid.
- Spiraea gracilis Maxim.
- Spiraea hailarensis Liou
- Spiraea henryi Hemsl.
- Spiraea hingshanensis T.T.Yu & L.T.Lu
- Spiraea hirsuta (Hemsl.) C.K.Schneid.
- Spiraea × hitchcockii W.J.Hess
- Spiraea hypericifolia L.
- Spiraea hypoleuca Dunn
- Spiraea insularis (Nakai) H.Shin, Y.D.Kim & S.H.Oh
- Spiraea japonica L.f.
- Spiraea kwangsiensis T.T.Yu
- Spiraea laeta Rehder
- Spiraea lanatissima Businský
- Spiraea lasiocarpa Kar. & Kir.
- Spiraea lichiangensis W.W.Sm.
- Spiraea lobulata  T.T.Yu & L.T.Lu
- Spiraea longigemmis Maxim.
- Spiraea lucida Douglas ex Greene
- Spiraea martini H.Lév.
- Spiraea media Schmidt
- Spiraea micrantha Hook.f.
- Spiraea miyabei Koidz.
- Spiraea mollifolia Rehder
- Spiraea mongolica (Maxim.) Maxim.
- Spiraea morrisonicola Hayata
- Spiraea muliensis  T.T.Yu & L.T.Lu
- Spiraea myrtilloides Rehder
- Spiraea naxiorum Businský
- Spiraea nervosa Franch. & Sav.
- Spiraea ningshiaensis T.T.Yu & L.T.Lu
- Spiraea nipponica Maxim.
- Spiraea nishimurae Kitag.
- Spiraea ouensanensis H.Lév.
- Spiraea ovalifolia (Franch.) Businský
- Spiraea ovalis Rehder
- Spiraea papillosa Rehder
- Spiraea × pikoviensis Besser
- Spiraea pilosa Franch.
- Spiraea pjassetzkii Buzunova
- Spiraea × prattii C.K.Schneid.
- Spiraea prunifolia Siebold & Zucc.
- Spiraea purpurea Hand.-Mazz.
- Spiraea × pyramidata Greene
- Spiraea robusta Hand.-Mazz.
- Spiraea rosthornii E.Pritz.
- Spiraea salicifolia L.
- Spiraea sargentiana Rehder
- Spiraea schlothauerae Vorosch. & Ignatov
- Spiraea schneideriana Rehder
- Spiraea schochiana Rehder
- Spiraea sericeoides Businský
- Spiraea siccanea (W.W.Sm.) Rehder
- Spiraea sozykinii Stepanov & Sonnikova
- Spiraea splendens Baumann ex K.Koch
- Spiraea stevenii (C.K.Schneid.) Rydb.
- Spiraea × subcanescens Rydb.
- Spiraea subdioica K.M.Purohit & Panigrahi
- Spiraea sublobata Hand.-Mazz.
- Spiraea subrotundifolia Panigrahi & K.M.Purohit
- Spiraea tarokoensis Hayata
- Spiraea tatakaensis I.S.Chen
- Spiraea thunbergii Siebold ex Blume
- Spiraea tianschanica Pojark.
- Spiraea tomentosa L.
- Spiraea × transhimalaica Businský
- Spiraea trichocarpa Nakai
- Spiraea trilobata L.
- Spiraea uratensis Franch.
- Spiraea vacciniifolia D.Don
- Spiraea veitchii Hemsl.
- Spiraea velutina Franch.
- Spiraea virginiana Britton
- Spiraea wilsonii Duthie ex J.H.Veitch
- Spiraea yunnanensis Franch.

## Propagazione e coltivazione
La moltiplicazione può avvenire per divisione dei cespi, per talea, per margotta, per propaggine o tramite i polloni. In orticoltura molte specie ed ibridi di Spirea sono utilizzati a scopo ornamentale e coltivati in parchi o giardini sia per la formazione di siepi sia in gruppi isolati. L’utilizzo per tale scopo deve essere valutato con attenzione e deve comunque essere sempre
escluso quello per interventi di ripristino ambientale.
La coltivazione in giardino in Europa deve essere rigorosamente valutata scegliendo solo le varietà ornamentali sterili non in grado di diffondersi nell'ambiente circostante.
Le spiree decorative preferiscono posizioni soleggiate per una maggiore fioritura. Hanno bisogno di annaffiature moderate. Sono piante molto resistenti sia al freddo che al caldo.
Sono adattabili a tutti i tipi di terreno.
La potatura va eseguita subito dopo la fioritura primaverile per le specie a fiore bianco, a fine inverno o a inizio primavera per le altre. Non necessita di concimazioni ed è piuttosto resistente a malattie e ai parassiti.

## Altri usi
Nella medicina tradizionale le spiree vengono utilizzate per il loro contenuto di salicilati
Il nettare è commestibile e il sapore gradevolmente amaro ne suggerisce l'uso come digestivo, alcolico o meno.